# جيمس بترسون
جيمس بترسون (بالإنجليزية: James D. H. Peterson)‏ كان عضوًا في جمعية ولاية ويسكونسن.

## سيرته الذاتية
بترسون وُلد في 7 آب (أغسطس) 1894 في لاكروس بولاية ويسكونسن. التحق بجامعة ويسكونسن - لا كروس، وجامعة ويسكونسن - ماديسون، وجامعة واشنطن ولي. خلال الحرب العالمية الأولى، خدم في القوات البرية للولايات المتحدة.

## حياته السياسية
كان بترسون عضوًا في جمعية ولاية ويسكونسن مرتين. الأولى من عام 1925 إلى عام 1926، والثانية من عام 1955 إلى عام 1960. وكان جمهوريًّا.